# 1027 Aesculapia
1027 Aesculapia este un asteroid din centura principală, descoperit pe 11 noiembrie 1923, de George Van Biesbroeck.